# Žebříčky vysokých škol a univerzit
Žebříčky vysokých škol a univerzit slouží k hodnocení vysokých škol podle různých kritérií, které se liší v závislosti na typu žebříčku. Vysoké školy mohou v takových žebříčcích být hodnoceny buď v rámci jedné země či konkrétního regionu, ale některé žebříčky jsou sestavovány z vysokých škol nacházejících se po celém světě.
Žebříčky jsou zpravidla sestavovány různými časopisy, novinami, webovými stránkami, vládními institucemi nebo i samotnými akademiky. Kromě jednotlivých vysokých škol mohou být hodnoceny i konkrétní studijní programy, které škola nabízí, a dále pak její fakulty, ústavy či katedry. Jednotlivé oblasti, které jsou v žebříčcích hodnoceny, se mezi sebou liší; typicky jde o oblasti jako výzkum, finanční situace univerzity, podoba přijímacího řízení nebo úspěšnost absolventů. Někdy je vysoká škola hodnocena i na základě názoru jejích studentů, počtu ocenění, které vysoká škola obdržela, internacionalizace, propojení s průmyslem nebo dlouhodobé reputace a prestiže. Na začátku 20. let 21. století byla do žebříčků zařazena také témata týkající se oblasti ekologie a udržitelnosti.

## QS World University Rankings
Zřejmě nejznámějších žebříčkem, který kvalitu vysokých škol hodnotí, je žebříček společnosti poradenské společnosti Quacquarelli Symonds z Velké Británie zvaný QS World University Rankings, který každoročně hodnotí přibližně 1 500 škol včetně vysokých škol z Česka.
Podle výsledků tohoto žebříčku z roku 2025 se mezi 500 nejlepšími univerzitami světa umístily Univerzita Karlova, České vysoké učení technické v Praze a Masarykova univerzita, mezi prvními tisíci vysokými školami se pak umístily ještě Vysoké učení technické v Brně, Vysoká škola chemicko-technologická v Praze, Univerzita Palackého v Olomouci, Česká zemědělská univerzita v Praze a Mendelova univerzita v Brně (celkem tedy čtyři vysoké školy v Praze, tři z Brna a jedna z Olomouce). Z Česka bylo hodnoceno celkem 16 vysokých škol. Mezi nejlépe hodnocení vysoké školy na Slovensku patřily v roce 2021 Univerzita Pavla Jozefa Šafárika v Košicích a Univerzita Komenského v Bratislavě.
Jako vůbec nejlépe hodnocená univerzita byl v letech 2011 až 2025 každoročně hodnocen Massachusettský technologický institut, v roce 2025 se na druhém místě umístila Královská univerzita v Londýně, na třetím Stanfordova univerzita, na čtvrtém Oxfordská univerzita a na pátém Harvardova univerzita.

## Kritika
Výběr kritérií, ale i přesnost jejích hodnocení podobnými žebříčky byla v minulosti předmětem kritiky, například kvůli problematické metodologii.